# Roberto Brunamonti
Roberto Brunamonti (Spoleto, 14 aprile 1959) è un ex cestista, allenatore di pallacanestro e dirigente sportivo italiano.

## Carriera
Alto 1,91 m,  esordì in serie A1 giovanissimo con l'Arrigoni Rieti con cui ha giocato sette stagioni e vinto una Coppa Korać nel 1980. Trasferitosi a Bologna, sponda Virtus, ha vinto quattro scudetti, tre Coppe Italia, una Supercoppa e una Coppa delle Coppe. Ad oggi risulta ancora secondo per presenze in gare ufficiali nella storia della Virtus con 645, dietro al solo Augusto Binelli, e secondo anche per punti segnati (7.504) alle spalle di Renato Villalta. Con la nazionale ha conquistato un argento olimpico a Mosca 1980, agli Europei ha vinto un oro, un argento ed un bronzo. 

Brunamonti in azione con le V Nere nel 1984, in marcatura su D'Antoni.

Ha allenato per un breve periodo la Virtus vincendo una Coppa Italia nel 1997, poi è passato ai ruoli dirigenziali prima proprio a Bologna e poi alla Virtus Roma. Dal 17 settembre 2008 torna a Rieti come direttore tecnico della Nuova Sebastiani Basket che lascia nel 2009 per dedicarsi all'attività giovanile della nascente Willie Basket Rieti.
Come giocatore interpretò in chiave moderna il ruolo di playmaker. Brunamonti, secondo i dettami della fine anni settanta, avrebbe dovuto giocare molto più vicino a canestro, come guardia o ala piccola, vista la sua statura, notevolmente superiore alla media dei playmaker. Buon difensore, ottimo tiratore e contropiedista, si distinse per intelligenza ed intensità di gioco.
Tra le tante frasi pronunciate su di lui resta consegnata alla storia quella di Predrag Danilović che dichiarò: «venni alla Virtus [dal Partizan, ndr] per giocare con Brunamonti».

## Palmarès

### Giocatore
- Campionato italiano: 4

Virtus Bologna: 1983-84, 1992-93, 1993-94, 1994-95
- Coppa Italia: 3

Virtus Bologna: 1984, 1989, 1990
- Supercoppa italiana: 1

Virtus Bologna: 1995
- Coppa Korać: 1

Sebastiani Rieti: 1979-80
- Coppa delle Coppe: 1

Virtus Bologna: 1989-90

### Allenatore
- Coppa Italia: 1

Virtus Bologna: 1997